# Bælum Sogn
Bælum Sogn er et sogn i Rebild Provsti (Aalborg Stift).
I 1800-tallet var Solbjerg Sogn anneks til Bælum Sogn. Begge sogne hørte til Hellum Herred i Ålborg Amt. Bælum-Solbjerg sognekommune blev ved kommunalreformen i 1970 indlemmet i Skørping Kommune, der ved strukturreformen i 2007 indgik i Rebild Kommune.
I Bælum Sogn ligger Bælum Kirke.
I sognet findes følgende autoriserede stednavne:
- Bælum (bebyggelse, ejerlav)
- Bælum Skovhuse (bebyggelse)
- Flougårde (bebyggelse)
- Lille Brøndum (bebyggelse, ejerlav)
- Smidie (bebyggelse, ejerlav)